# Physalis coztomatl
Physalis coztomatl ist eine Pflanzenart aus der Gattung der Blasenkirschen (Physalis) in der Familie der Nachtschattengewächse (Solanaceae).

## Beschreibung

### Vegetative Merkmale
Physalis coztomatl sind ausdauernde, strauchig oder krautig halbstrauchig wachsende Pflanzen, die eine Höhe von bis zu 2 m erreichen können. Sie wachsen aufrecht und verzweigen bereits dicht über dem Boden. Die gesamte Pflanze ist mit einfachen Trichomen behaart, selten befinden sich darunter auch drüsige Trichome, deren drüsige Spitze kaffeefarben ist. Der Stängel ist glatt, zylindrisch und ist häufig im oberen Teil der Pflanze waagerecht gebogen.
Die Blätter stehen wechselständig oder paarweise, die Blattspreite hat eine Länge von 5,7 bis 19 cm, sowie eine Breite von 3,9 bis 17 cm. Die Form der Blattspreite ist eiförmig bis nahezu kugelig eiförmig, die Spitze ist zugespitzt, die Basis ist konisch, abgeschnitten bis nahezu herzförmig. Der Blattrand ist ganzrandig oder mit wenigen (auch nur mit einem) Zähnen besetzt, selten auch sägezahnartig, dann sind die Zähne sehr auffällig und spitz. Der Blattstiel hat eine Länge von 1,4 bis 6,5 cm.

### Blüten

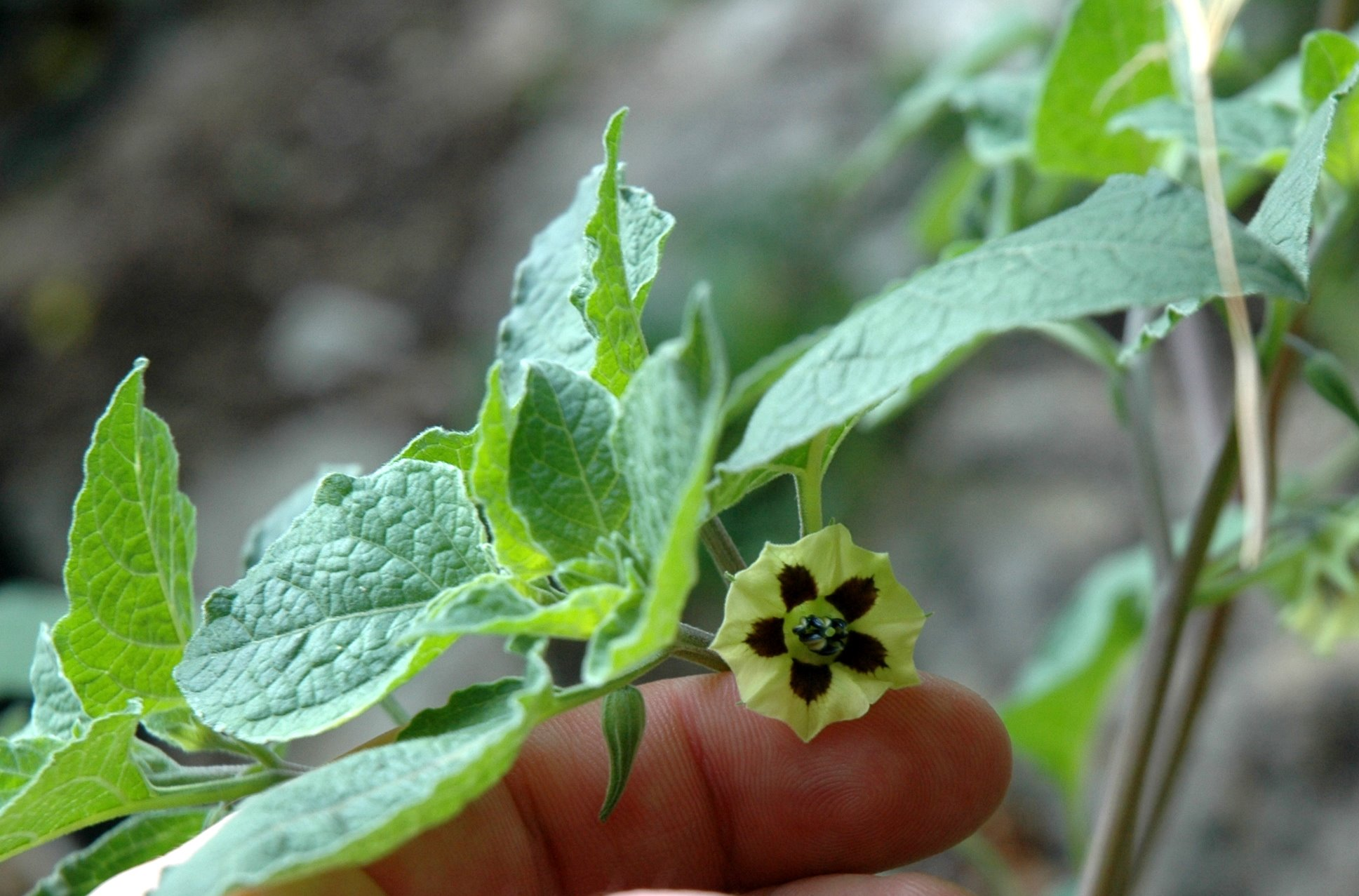
Blüte einer Physalis coztomatl

Die Blüten stehen einzeln. Die Knospen sind eiförmig, zugespitzt und werden bis 12 mm lang. Zum Blütezeitpunkt ist der Blütenstiel 14 bis 28 mm lang. Der Kelch ist groß und breit, 11 bis 15 mm lang und an der Basis der Kelchzipfel 9 bis 11 mm breit. Darüber hinaus ist der Kelch in lanzettlich eiförmige, zugespitzte bis pfriemförmige, 8 bis 13 mm lange Kelchzipfel aufgeteilt. Die 1,5 bis 2,4 cm lange und 2,8 bis 4 cm durchmessende Krone ist gelb, glockenförmig, radförmig bis langgestreckt, der Saum ist mit Trichomen besetzt. Die Markierungen in der Krone sind etwa 6 mm lang, zusammengesetzt, kaffeefarben, rötlich oder bis violett gefärbt. Die Staubblätter bestehen aus 4 bis 7 mm langen, violett gefärbten Staubfäden und 3 bis 5 mm langen, violett gefärbten Staubbeuteln. Der Griffel ist 8 bis 11 mm lang, die Narbe ist keulenförmig und beinahe köpfchenförmig.

### Früchte
Zur Fruchtreife vergrößert sich der Kelch auf eine Länge von 4 bis 5,7 cm und eine Breite von 2,8 bis 3,4 cm. Der Kelch ist behaart und häutig. Im Querschnitt ist er zehnrippig, wobei fünf Rippen deutlich ausgeprägt sind. Die einzelnen Kelchzipfel sind lanzettlich eiförmig, nach vorn hin zugespitzt bis pfriemförmig und 1,2 bis 2,2 cm lang. Der Fruchtstiel hat eine Länge von 1,8 bis 4 cm. Die Frucht ist eine Beere mit einem Durchmesser von 1,5 cm.

### Phänologie
Sowohl Blüten als auch Früchte werden über das ganze Jahr hinweg ausgebildet.

## Vorkommen und Standorte
Die Art kommt in weiten Teilen Mexikos vor, das Verbreitungsgebiet liegt in den Bundesstaaten Distrito Federal, México, Guerrero, Hidalgo, Jalisco, Michoacán, Morelos, Nayarit, Oaxaca, Puebla, Querétaro und Veracruz.
Die Standorte liegen in Höhenlagen zwischen 2300 und 3100 m in gemäßigten Kiefern-Eichenmischwäldern oder in gemäßigt warmen Berglagen.

## Systematik
Die Art Physalis coztomatl wird innerhalb der Gattung der Blasenkirschen (Physalis) in die Sektion Coztomatae der Untergattung Rydbergis eingeordnet. Die Art ähnelt Physalis lassa. Sie gleichen sich vor allem durch die dichte Behaarung, den zehnrippigen Fruchtkelch und der Krone mit dunklen Markierungen. Zu unterscheiden sind die Arten durch die unterschiedliche Größe des Kelches an der Blüte, die Blütenstiele und die Gesamtgröße der Pflanzen. Zudem liegt das Hauptverbreitungsgebiet von Physalis lassa eher im Südosten Mexikos.